# Arkologi

Konceptet NOAH: New Orleans Arcology Habitat (Simulation), utformad av E. Kevin Schopfer

Arkologi, sammansättning av arkitektur och ekologi, är en idé om byggteknik skapad av Paolo Soleri. Den syftar till att skapa stora byggnader med stor folkmängd, samtidigt som den individuella mänskliga miljöpåverkan minimeras. Dessa strukturer har till stor del varit hypotetiska, eftersom ingen arkologi, ens en som Soleri själv föreställt sig, ännu (2023) har byggts.
Konceptet har blivit populärt hos olika science fiction-författare. Larry Niven och Jerry Pournelle gav en detaljerad beskrivning av arkologi i sin roman Oath of Fealty från 1981. William Gibson torgförde termen i sin framstående cyberpunkroman Neuromancer från 1984, där varje företag har sin egen fristående stad känd som arkologier. På senare tid använde författare som Peter Hamilton i Neutronium Alchemist och Paolo Bacigalupi i The Water Knife uttryckligen arkologier som en del av sina scenarier. De framställs ofta som fristående eller ekonomiskt självförsörjande.

## Utveckling
En arkologi särskiljs från en enbart stor byggnad genom att den är utformad för att minska påverkan av mänsklig bosättning på ett givet ekosystem. Det kan vara självförsörjande och använda alla eller de flesta av sina egna tillgängliga resurser för ett bekvämt liv: kraft, klimatkontroll, livsmedelsproduktion, luft- och vattenhushållning och rening, avloppsrening, etc. En arkologi är utformad för att göra det möjligt att leverera dessa varor till en stor befolkning. En arkologi skulle tillhandahålla och underhålla sin egen kommunala eller urbana infrastruktur för att fungera och koppla samman med andra urbana miljöer utanför sin egen.
Arkologier föreslogs för att minska mänsklig påverkan på naturresurser. Arkologikonstruktörer kan tillämpa konventionella bygg- och anläggningstekniker i mycket stora, men praktiska projekt för att uppnå skalfördelar för fotgängare efter bilism, som har visat sig vara svåra att uppnå på andra sätt.
Frank Lloyd Wright föreslog en tidig version kallad Broadacre City, även om hans idé, i motsats till en arkologi, är jämförelsevis tvådimensionell och är beroende av ett vägnät. Wrights plan beskrev system för transport, jordbruk och handel som skulle stödja en ekonomi. Kritiker sa att Wrights lösning misslyckades med att ta hänsyn till befolkningstillväxten och antog en mer stelbent demokrati än vad USA faktiskt har.

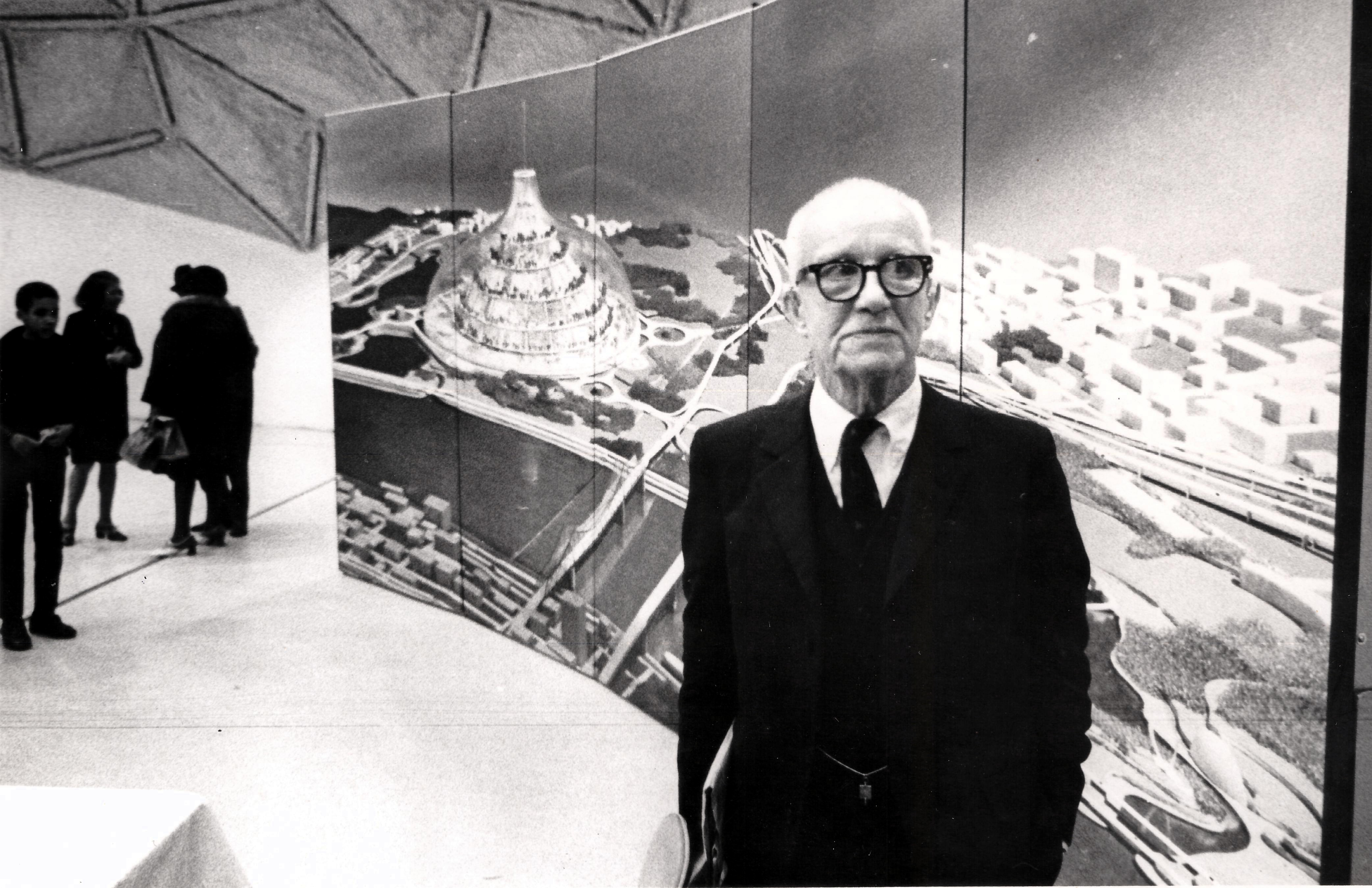
Buckminster Fuller med en teckning av sitt kupolformade stadsförslag

Buckminster Fuller föreslog Old Man River's City-projektet, en kupolformad stad med en kapacitet på 125 000 invånare, som en lösning på bostadsproblemen i East St. Louis, Illinois.
Paolo Soleri föreslog senare andra lösningar och myntade termen "arkologi". Soleri beskriver sätt att komprimera stadsstrukturer i tre dimensioner för att bekämpa tvådimensionell stadsutbredning, för att hushålla med transporter och andra energianvändningar. Liksom Wright föreslog Soleri förändringar inom transport, jordbruk och handel. Soleri undersökte minskningar av resursförbrukning, dubbelarbete och landåtervinning. Han föreslog också att eliminera de flesta privata transporter och förespråkade större "sparsamhet" samt större användning av delade sociala resurser, inklusive kollektivtrafik (och offentliga bibliotek).

## Liknande verkliga projekt

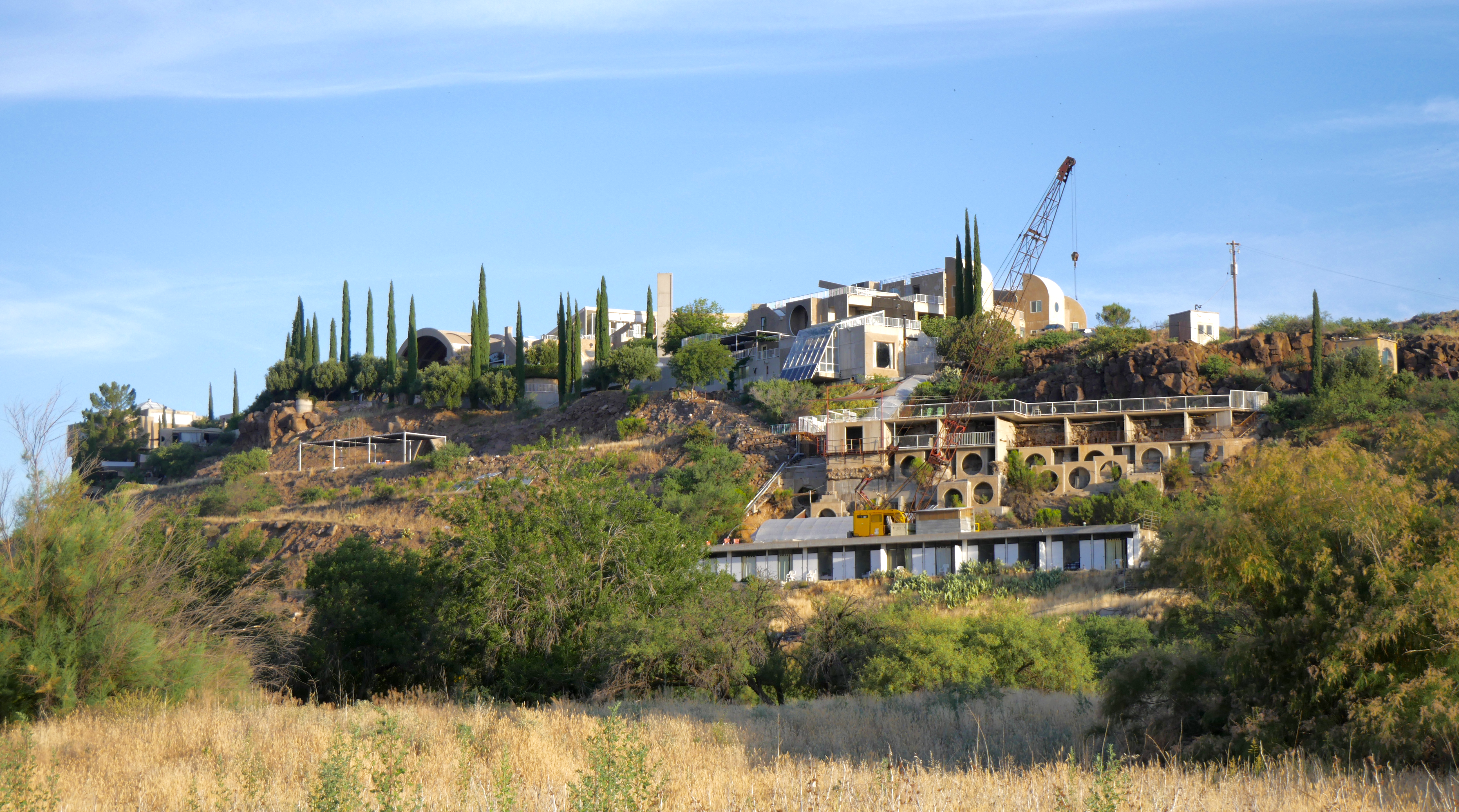
Arcosanti city

Arcosanti är en experimentell "arkologiprototyp", ett demonstrationsprojekt under uppbyggnad i centrala Arizona sedan 1970. Utformat av Paolo Soleri är dess primära syfte att demonstrera Soleris egen konstruktion, hans tillämpning av principer för arkologi för att skapa en fotgängarvänlig stadsform.
Många städer i världen har föreslagit projekt som följer designprinciperna för arkologikonceptet, som Tokyo och Dongtan nära Shanghai. Dongtan-projektet kan ha kollapsat och det misslyckades med att öppna för världsutställningen i Shanghai 2010.

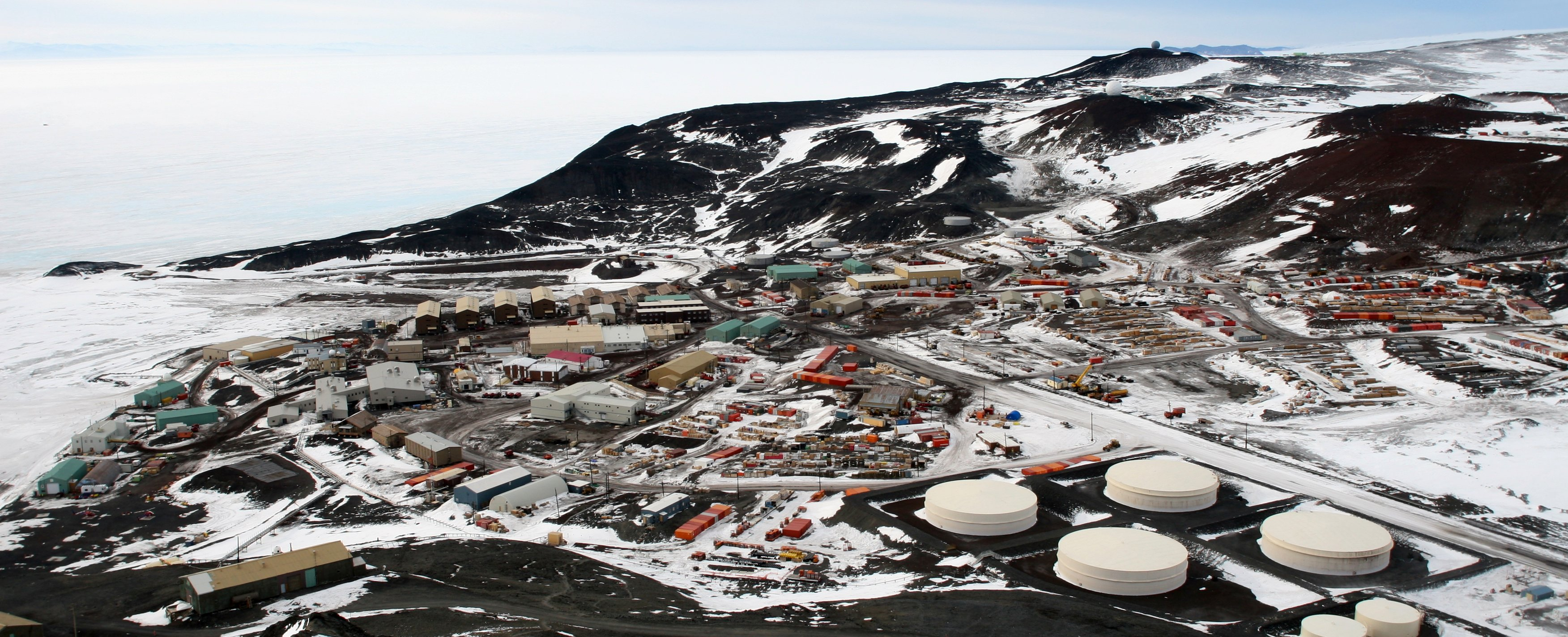
McMurdo Station

McMurdo Station i United States Antarctic Program och andra vetenskapliga forskningsstationer på Antarktis liknar den populära uppfattningen om en arkologi som en tekniskt avancerad, relativt självförsörjande mänsklig gemenskap. Den antarktiska forskningsbasen erbjuder boende och underhållning för cirka 3 000 anställda som besöker anläggningen varje år. Dess avlägsna läge och de åtgärder som krävs för att skydda befolkningen från den hårda miljön ger den en ö-karaktär. Stationen är inte självförsörjande – den amerikanska militären levererar 30 000 kubikmeter bränsle och 5 000 ton förnödenheter och utrustning årligen genom sin Operation Deep Freeze återförsörjningsinsats – men den är isolerad från konventionella supportnätverk. Enligt internationella fördrag måste den undvika skador på det omgivande ekosystemet.

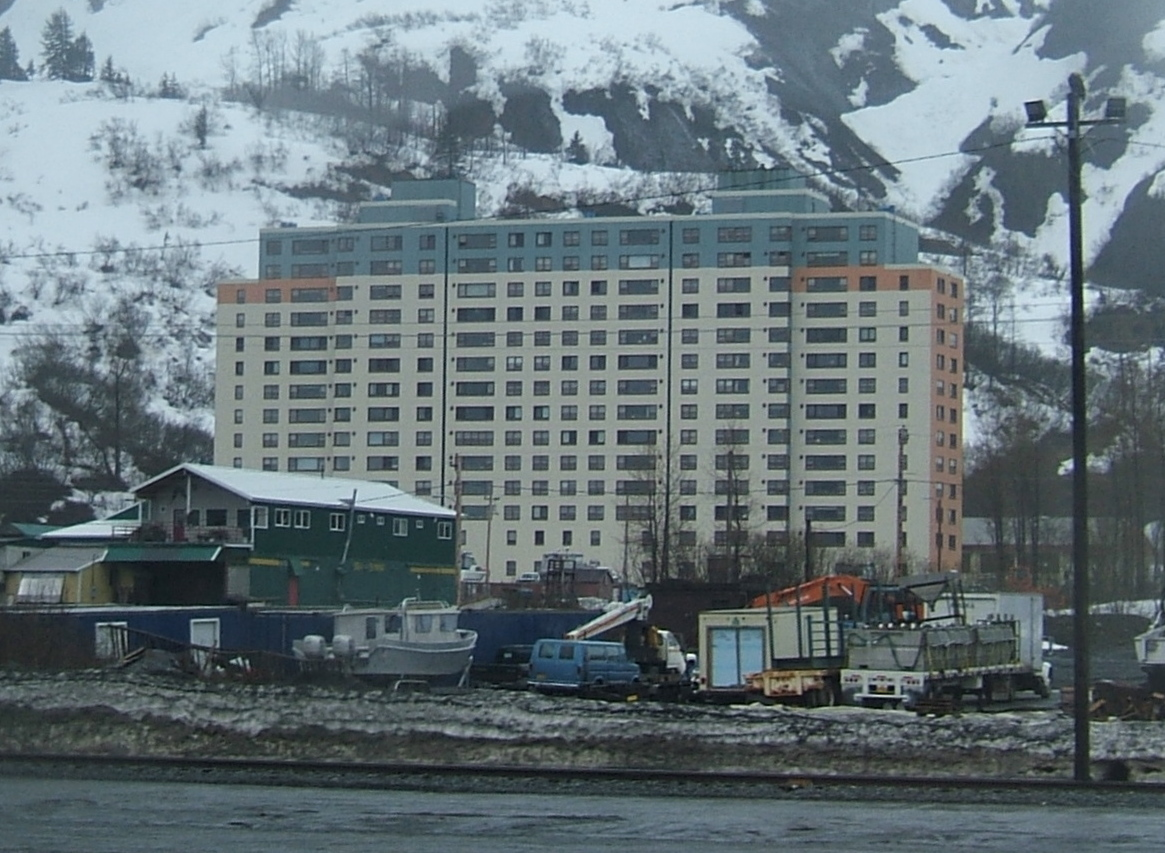
Begich Towers

Begich Towers fungerar som en småskalig arkologi som omfattar nästan hela befolkningen i Whittier, Alaska. Byggnaden innehåller bostadshus samt polisstation, livsmedelsbutik och kommunkontor. Whittier satsade en gång på en andra struktur som kallas Buckner Building. Buckner-byggnaden står fortfarande kvar men ansågs olämplig för boende efter jordbävningen 1969.
The Line är en 170 kilometer lång och 200 meter bred linjär smart stad under uppbyggnad i Saudiarabien i Neom i Tabuk-provinsen, som är utformad för att inte ha några bilar, gator eller koldioxidutsläpp.  The Line är planerad att vara den första utvecklingen i Neom, ett projekt på 500 miljarder dollar. Stadens planer förutser en befolkning på 9 miljoner. Grävarbeten hade påbörjats längs hela projektets längd i oktober 2022. 

## I populärkulturen
De flesta förslag om att bygga riktiga arkologier har misslyckats på grund av ekonomiska, strukturella eller konceptuella brister. Arkologier finns därför främst i fiktiva verk.
- I Robert Silverbergs The World Inside lever merparten av den globala befolkningen på 75 miljarder inuti gigantiska skyskrapor, kallade "urbmons", som var och en innehåller hundratusentals människor. Urbmonerna är ordnade i "konstellationer". Varje urbmon är indelad i "kvarter" på cirka 40 våningar. Alla invånarnas behov tillhandahålls inne i byggnaden – mat odlas utanför och tas in i byggnaden – så tanken på att gå ut är kättersk och kan vara ett tecken på galenskap.[18] Boken studerar människors tillvaro när befolkningstätheten är extremt hög.[19]

- Ett annat betydelsefullt exempel är romanen Oath of Fealty från 1981 av Larry Niven och Jerry Pournelle, där en del av befolkningen i Los Angeles har flyttat in i en arkologi. Handlingen studerar de sociala förändringar som blir följden, både inom och utanför arkologin. Således är arkologin inte bara en handling utan ett föremål för kritik.[20]

- I det stadsbyggande videospelet Sim City 2000 kan fristående arkologier byggas, vilket minskar stadens behov av infrastruktur.[21][22]